# Peter Le Neve
Peter Le Neve, född 21 januari 1661?  i London, död 24 september 1729 i Bow, London, var en engelsk heraldiker och antikvarie.

## Biografi
Le Neve föddes som Peter Neve, son till Francis och Avice Neve, men antog efternamnet Le Neve efter en släkting på sidolinjen, Sir William Le Neve från Aslacton i Norfolk. Denne var liksom Peter Le Neve heraldiker. Han antogs vid Merchant Taylors' School när han var elva år gammal (då låg skolan i City of London, numera ligger den i Northwood i Hertfordshire). Le Neves far var verksam som tapetserare i Cornhill i London och dessutom kunglig hovleverantör av begravningssvepningar prydda med sköldar och insignier, vilket Roberts (1893) anser kan förklara den unge Peters tidiga intresse för heraldik och genealogi. År 1687, då han var 26 år gammal, valdes han till ordförande i det återupplivade Antiquarian Society, i vilket han var ledamot. I den funktionen blev han kvar till 1724, men vid det laget hade Antiquarian Society upphört och övergått i Society of Antiquaries of London (SAL), för vilket han var den första ordföranden. Har var dessutom ledamot av Royal Society.
Sitt yrkesliv tillbringade Le Neve till största delen vid det engelska riksheraldikerämbetet, College of Arms, i London, där han sammanlagt kom att inneha tre olika ämbeten. Den 17 januari 1689–90 utsågs han till Rouge Croix Pursuivant in Ordinary, en av de lägre ämbetsgraderna, och blev därmed fast anställd vid heraldikerämbetet. Posten som Rouge Croix Pursuivant kom han att inneha de följande 15 åren. Den 5 april 1704 blev han Richmond Herald of Arms in Ordinary, en medelhög position inom College of Arms. Redan en månad senare, den 25 maj 1704 tilldelades han det höga ämbetet Norroy King of Arms. Under sin tid vid heraldikerämbetet gjorde han sig känd som en noggrann och arbetsvillig man, enligt Marshall (1873), som citerar biografen Mark Noble. I sin bok A History of the College of Arms skriver Noble om Le Neve, att "denne riksheraldiker var en heder för College of Arms" och att han besatt "en mycket precis och utförlig kunskap om det forntida." Utöver sina yrkestitlar kan Le Neve även kallas lokalhistoriker och genealog. Under hela sitt yrkesverksamma liv samlade han in information och sammanställde kalendrar om grevskapet Norfolks och dess familjers historia. Roberts (1893) menar att Le Neves efterforskningar utgör stommen i Blomefields och Parkins History of Norfolk.
De sista åren av sitt liv levde Le Neve troligen ganska väl, efter att ha ärvt några fastigheter efter sin bror, Oliver Le Neve. Oliver hade den 21 augusti 1698 dödat Sir Henry Hobart (far till John Hobart, 1:e earl av Buckinghamshire) i en duell vid Cawston Heath. Efter att ha dömts för dråp flydde Oliver till Republiken Förenade Nederländerna (Holland), där han stannade tills han benådades två år senare. Under Olivers bortavaro tog Peter hand om sin brors ekonomiska intressen och det var också insatser Peter som säkrade Olivers benådning.
I sitt testamente (upprättat hos advokaten Thomas "Honest Tom" Martin i Thetford) uttryckte Le Neve en önskan att bli begraven i Great Witchingham i Norfolk och att graven endast skulle markeras av en enkel marmorskiva, som skulle sättas upp inuti kyrkan, mittemot hans grav. Till tavlan hade han författat en lång och krånglig text på latin. Han begrovs den l oktober 1729, men någon minnestavla sattes aldrig upp. Allt som finns kvar som påminner om Le Neve i kyrkan i Great Witchingham är en anteckning om hans begravning i församlingens död- och begravningsbok. I en fotnot nämner Marshall (1873) en vers, som någon skrev efter begravningen:
| ”                              | An Epitaph on Peter Neve, Norroy Who lived and Dyed an Inﬁdell. Here under neath this spacious Stone Lies Peter Neve, that faithless one His Life and Death Declar’d the man, Deny it Neighbours if ye can. | „ |
| – Okänd förf., Marshall (1873) | |   |

## Kvarlåtenskap
Le Neve samlade under hela sitt liv in informationsmaterial, inte bara om Norfolk, utan även om andra saker som intresserade honom. Bland kvarlåtenskapen fanns bland annat en volym med fragment skrivna på latin, som redogör för det trojanska kriget. Volymen övertogs efter Le Neves död av Richard Rawlinson, som i sin tur donerade den till det Bodleianska biblioteket i Oxford. Numera är den känd under namnet Rawlinson Excidium Troie (sv. "(den militära) förstörelsen av Troja"). Många av de dokument, manuskript och övriga skrifter, som Le Neve hade samlat under sin levnad, finns nu i olika arkiv, bland annat hos Storbritanniens riksarkiv (The National Archives), College of Arms arkiv, Royal Societys arkiv och i arkivet vid Society of Antiquaries of London.

## Sköldemärken för Peter Le Neves ämbeten vid College of Arms

Sköldemärket för Rouge Croix Pursuivant
Sköldemärket för Richmond Herald
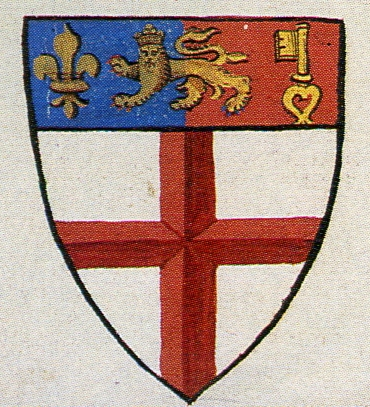
Skölden för Norroy King of Arms (1276‑1943)

### Engelskspråkiga Wikipedia
- Norroy and Ulster King of Arms
- Richmond Herald
- Rouge Croix Pursuivant

### Källnoter
1. ↑  DNB anger tre uppgifter rörande Le Neves födelse: a) födelsedatumet 21 jan. 1661-62; b) födelsedatumet 2 feb. 1661-62 (angiven källa: "Merchant Taylors' Schools elevregister"); c) dopdatumet 22 jan. 1660-61 (angiven källa: "C. H. Athill, Bluemantle").[1]
2. ↑  Sir William Le Neve (1600?–1661), heraldiker och genealog.
3. ↑  "[…] this King at Arms was an honor to the College […]"[4]
4. ↑  "[…] a very accurate and extensive knowledge of antiquities."[4]
5. ↑  De första två och en halv volymerna av History of Norfolk sammanställdes av Francis Blomefield. Vid hans död övertog Charles Parkin (1689–1765, antikvarie) uppgiften. Sammantaget utgavs fem volymer av verket, det sista 1775 tio år efter Parkins död.
6. ↑  Eftersom varken sekonder eller vittnen fanns på plats vid duellen, så bedömdes den som olaglig.[5]
7. ↑  En grov översättning (med bibehållen meter): 

"Ett epitafium över Peter Neve, Norroy (King of Arms) 
Som levde och dog som en hedning. 

Här under denna stora sten 
Finns Peter Neve, en trolös en 
I liv och död en frejdad man, 
Förklara bort det, om ni kan."[4]

### Språknoter
1. ↑  excidium på engelskspråkiga Wiktionary.[7]
2. ↑  Troia på engelskspråkiga Wiktionary.[7]